# 12.ª etapa de la Vuelta a España 2020
La 12.ª etapa de la Vuelta a España 2020 tuvo lugar el 1 de noviembre de 2020 entre Pola de Laviana y el Alto de l'Angliru sobre un recorrido de 109,4 km y fue ganada por el británico Hugh Carthy del equipo EF. El ecuatoriano Richard Carapaz del equipo INEOS Grenadiers recuperó el liderato antes de la segunda y última jornada de descanso.

## Clasificación de la etapa
| \| Clasificación de la etapa \| Clasificación de la etapa \| Clasificación de la etapa \| Clasificación de la etapa \| Clasificación de la etapa \| \| Ciclista \| Ciclista \| Equipo \| Tiempo \| \| \| ------------------------- \| ------------------------- \| ------------------------- \| ------------------------- \| ------------------------- \| \| 1.º \| Hugh Carthy \| EF Pro Cycling \| 3 h 08 min 40 s \| \| \| 2.º \| Aleksandr Vlásov \| Astana \| + 16 s \| \| \| 3.º \| Enric Mas \| Movistar Team \| + 16 s \| \| \| 4.º \| Richard Carapaz \| Ineos Grenadiers \| + 16 s \| \| \| 5.º \| Primož Roglič \| Jumbo-Visma \| + 26 s \| \| \| 6.º \| Sepp Kuss \| Jumbo-Visma \| + 26 s \| \| \| 7.º \| Daniel Martin \| Israel Start-Up Nation \| + 26 s \| \| \| 8.º \| Wout Poels \| Bahrain McLaren \| + 1 min 35 s \| \| \| 9.º \| Michael Woods \| EF Pro Cycling \| + 1 min 35 s \| \| \| 10.º \| Felix Großschartner \| Bora-Hansgrohe \| + 2 min 15 s \| \| |                     |                        |                 |
| |                     |                        |                 |
| Fuente: ProCyclingStats |                     |                        |                 |
| Clasificación de la etapa |                     |                        |                 |
| Ciclista | Ciclista            | Equipo                 | Tiempo          |
| 1.º | Hugh Carthy         | EF Pro Cycling         | 3 h 08 min 40 s |
| 2.º | Aleksandr Vlásov    | Astana                 | + 16 s          |
| 3.º | Enric Mas           | Movistar Team          | + 16 s          |
| 4.º | Richard Carapaz     | Ineos Grenadiers       | + 16 s          |
| 5.º | Primož Roglič       | Jumbo-Visma            | + 26 s          |
| 6.º | Sepp Kuss           | Jumbo-Visma            | + 26 s          |
| 7.º | Daniel Martin       | Israel Start-Up Nation | + 26 s          |
| 8.º | Wout Poels          | Bahrain McLaren        | + 1 min 35 s    |
| 9.º | Michael Woods       | EF Pro Cycling         | + 1 min 35 s    |
| 10.º | Felix Großschartner | Bora-Hansgrohe         | + 2 min 15 s    |

## Clasificaciones al final de la etapa

### Clasificación general
| \| Clasificación general \| Clasificación general \| Clasificación general \| Clasificación general \| Clasificación general \| \| Ciclista \| Ciclista \| Equipo \| Tiempo \| \| \| --------------------- \| --------------------- \| ---------------------- \| --------------------- \| --------------------- \| \| 1.º \| Richard Carapaz \| Ineos Grenadiers \| 48 h 29 min 27 s \| \| \| 2.º \| Primož Roglič \| Jumbo-Visma \| + 10 s \| \| \| 3.º \| Hugh Carthy \| EF Pro Cycling \| + 32 s \| \| \| 4.º \| Daniel Martin \| Israel Start-Up Nation \| + 35 s \| \| \| 5.º \| Enric Mas \| Movistar Team \| + 1 min 50 s \| \| \| 6.º \| Wout Poels \| Bahrain McLaren \| + 5 min 13 s \| \| \| 7.º \| Felix Großschartner \| Bora-Hansgrohe \| + 5 min 30 s \| \| \| 8.º \| Alejandro Valverde \| Movistar Team \| + 6 min 22 s \| \| \| 9.º \| Aleksandr Vlásov \| Astana \| + 6 min 41 s \| \| \| 10.º \| Mikel Nieve \| Mitchelton-Scott \| + 6 min 42 s \| \| |                     |                        |                  |
| |                     |                        |                  |
| Fuente: ProCyclingStats |                     |                        |                  |
| Clasificación general |                     |                        |                  |
| Ciclista | Ciclista            | Equipo                 | Tiempo           |
| 1.º | Richard Carapaz     | Ineos Grenadiers       | 48 h 29 min 27 s |
| 2.º | Primož Roglič       | Jumbo-Visma            | + 10 s           |
| 3.º | Hugh Carthy         | EF Pro Cycling         | + 32 s           |
| 4.º | Daniel Martin       | Israel Start-Up Nation | + 35 s           |
| 5.º | Enric Mas           | Movistar Team          | + 1 min 50 s     |
| 6.º | Wout Poels          | Bahrain McLaren        | + 5 min 13 s     |
| 7.º | Felix Großschartner | Bora-Hansgrohe         | + 5 min 30 s     |
| 8.º | Alejandro Valverde  | Movistar Team          | + 6 min 22 s     |
| 9.º | Aleksandr Vlásov    | Astana                 | + 6 min 41 s     |
| 10.º | Mikel Nieve         | Mitchelton-Scott       | + 6 min 42 s     |

### Clasificación por puntos
| Clasificación por puntos | Clasificación por puntos | Clasificación por puntos | Clasificación por puntos | Clasificación por puntos |
| Ciclista                 | Ciclista                 | Equipo                   | Puntos                   |                          |
| ------------------------ | ------------------------ | ------------------------ | ------------------------ | ------------------------ |
| 1.º                      | Primož Roglič            | Jumbo-Visma              | 147 pts                  |                          |
| 2.º                      | Richard Carapaz          | Ineos Grenadiers         | 104 pts                  |                          |
| 3.º                      | Daniel Martin            | Israel Start-Up Nation   | 100 pts                  |                          |
| 4.º                      | Hugh Carthy              | EF Pro Cycling           | 75 pts                   |                          |
| 5.º                      | Guillaume Martin         | Cofidis                  | 74 pts                   |                          |
| 6.º                      | Enric Mas                | Movistar Team            | 66 pts                   |                          |
| 7.º                      | Felix Großschartner      | Bora-Hansgrohe           | 60 pts                   |                          |
| 8.º                      | Aleksandr Vlásov         | Astana                   | 57 pts                   |                          |
| 9.º                      | Marc Soler               | Movistar Team            | 53 pts                   |                          |
| 10.º                     | Michael Woods            | EF Pro Cycling           | 52 pts                   |                          |

### Clasificación de la montaña
| Clasificación de la montaña | Clasificación de la montaña | Clasificación de la montaña | Clasificación de la montaña | Clasificación de la montaña |
| Ciclista                    | Ciclista                    | Equipo                      | Puntos                      |                             |
| --------------------------- | --------------------------- | --------------------------- | --------------------------- | --------------------------- |
| 1.º                         | Guillaume Martin            | Cofidis                     | 76 pts                      |                             |
| 2.º                         | Richard Carapaz             | Ineos Grenadiers            | 30 pts                      |                             |
| 3.º                         | Sepp Kuss                   | Jumbo-Visma                 | 27 pts                      |                             |
| 4.º                         | Tim Wellens                 | Lotto-Soudal                | 22 pts                      |                             |
| 5.º                         | Hugh Carthy                 | EF Pro Cycling              | 21 pts                      |                             |
| 6.º                         | Primož Roglič               | Jumbo-Visma                 | 21 pts                      |                             |
| 7.º                         | Daniel Martin               | Israel Start-Up Nation      | 20 pts                      |                             |
| 8.º                         | Aleksandr Vlásov            | Astana                      | 18 pts                      |                             |
| 9.º                         | Michael Storer              | Team Sunweb                 | 17 pts                      |                             |
| 10.º                        | Michael Woods               | EF Pro Cycling              | 16 pts                      |                             |

### Clasificación de los jóvenes
| Clasificación del mejor joven | Clasificación del mejor joven | Clasificación del mejor joven | Clasificación del mejor joven | Clasificación del mejor joven |
| Ciclista                      | Ciclista                      | Equipo                        | Tiempo                        |                               |
| ----------------------------- | ----------------------------- | ----------------------------- | ----------------------------- | ----------------------------- |
| 1.º                           | Enric Mas                     | Movistar Team                 | 48 h 31 min 17 s              |                               |
| 2.º                           | Aleksandr Vlásov              | Astana                        | + 4 min 51 s                  |                               |
| 3.º                           | David Gaudu                   | Groupama-FDJ                  | + 6 min 37 s                  |                               |
| 4.º                           | Georg Zimmermann              | CCC Team                      | + 32 min 59 s                 |                               |
| 5.º                           | Kobe Goossens                 | Lotto-Soudal                  | + 41 min 14 s                 |                               |
| 6.º                           | Gino Mäder                    | NTT Pro Cycling               | + 42 min 08 s                 |                               |
| 7.º                           | William Barta                 | CCC Team                      | + 42 min 30 s                 |                               |
| 8.º                           | Clément Champoussin           | AG2R La Mondiale              | + 1 h 09 min 47 s             |                               |
| 9.º                           | Andrea Bagioli                | Deceuninck-Quick Step         | + 1 h 12 min 25 s             |                               |
| 10.º                          | Juan Pedro López              | Trek-Segafredo                | + 1 h 15 min 17 s             |                               |

### Clasificación por equipos
| Clasificación por equipos | Clasificación por equipos | Clasificación por equipos | Clasificación por equipos |
| Equipo                    | Equipo                    | Tiempo                    |                           |
| ------------------------- | ------------------------- | ------------------------- | ------------------------- |
| 1.º                       | Movistar Team             | 145 h 16 min 13 s         |                           |
| 2.º                       | Jumbo-Visma               | + 1 min 29 s              |                           |
| 3.º                       | Astana                    | + 26 min 39 s             |                           |
| 4.º                       | UAE Team Emirates         | + 47 min 06 s             |                           |
| 5.º                       | Mitchelton-Scott          | + 48 min 46 s             |                           |
| 6.º                       | Cofidis                   | + 1 h 10 min 29 s         |                           |
| 7.º                       | Ineos Grenadiers          | + 1 h 48 min 18 s         |                           |
| 8.º                       | Groupama-FDJ              | + 2 h 12 min 20 s         |                           |
| 9.º                       | CCC Team                  | + 2 h 14 min 44 s         |                           |
| 10.º                      | EF Pro Cycling            | + 2 h 18 min 55 s         |                           |

## Abandonos
Ninguno.